# Ву Цзяньсюн
Ву Цзяньсюн (У Цзяньсюн; також знана як мадам Ву; (спрощ.: 吴健雄; кит. трад.: 吳健雄; піньїнь: Wú Jiànxióng; англ. Chien-Shiung Wu; нар. 31 травня 1912, Шанхай — пом. 16 лютого 1997, Нью-Йорк) — американська радіофізикиня китайського походження. Брала участь у Мангеттенському проєкті (збагачення уранового палива), поставила (за пропозицією Ян Чжана та Лі Цзундао) відомий «дослід Ву», що довів незбереження просторової парності в слабких взаємодіях.
За дослідження сил слабкої взаємодії, що сприяли встановленню точної форми, а також незбереження парності для цього виду сил одержала Премію Вольфа (фізика).

## Біографія
Предки Ву походили з Тайюань, провінція Шаньсі, але сама вона народилася в Шанхаї. У 1929 році поступила до Національного центрального університету, в 1930—1934 роках навчалася на фізичному факультеті Центрального університету Нанкіна, в 1934—1936 роках займалася науковою роботою при університеті.
У 1936 році емігрувала в США разом з подругою, хіміком Жофень Тайюань Дун. Там продовжила навчання в Каліфорнійському університеті в Берклі, здобула ступінь доктора філософії в 1940 році. Потім переїхала на Східне узбережжя, де викладала в Принстонському та Колумбійському університетах.
У 1956 році Лі Цзундао та Янг Чженьнін запропонували Ву поставити експеримент для перевірки їхньої нової теорії слабких взаємодій, побудованої без використання закону збереження просторової парності. Цей дослід, відомий нині як «дослід Ву», був поставлений у 1957 році й показав, що закон збереження парності може порушуватися при слабких взаємодіях. Наукова спільнота спочатку сприйняла результат з недовірою, однак повторення експериментів, як подібних за схемою з експериментом Ву, так і принципово відмінних, підтвердило отримані нею результати. Пізніше Лі та Ян були нагороджені Нобелівською премією з фізики. Ву залишилася без нагороди, що було сприйнято багатьма як прояв сексизму.
1965 року у світ вийшла книга Ву «Бета-розпад», що й понині залишається настільною книгою фізиків-ядерників.
Надалі Ву досліджувала молекулярні зміни в гемоглобіні, що відбуваються при серпоподібноклітинній анемії.
Ву Цзяньсюн стала першою жінкою — президентом Американського фізичного товариства в 1975 році. У тому ж році отримала Національну медаль за заслуги в галузі науки. У 1990 році на честь Ву був названий астероїд 2752 Ву Цзяньсюн. У 1997 році померла від інсульту.